# USS Newport News (CA-148)
O USS Newport News é um cruzador pesado que foi operado pela Marinha dos Estados Unidos e a terceira e última embarcação da Classe Des Moines, depois do USS Des Moines e USS Salem. Sua construção começou em novembro de 1945 na Newport News Shipbuilding e foi lançado ao mar em março de 1948, sendo comissionado em janeiro de 1949. Era armado com uma bateria principal de nove canhões de 203 milímetros montados em três torres de artilharia triplas, tinha um deslocamento de mais de 21 mil toneladas e alcançava uma velocidade máxima de 33 nós.
O Newport News teve um início de carreira relativamente tranquilo. Entre 1950 e 1961 o navio fez viagens de serviço quase anuais para o Mar Mediterrâneo, visitando vários portos na região e muitas vezes atuando como capitânia da Sexta Frota. Quando não estava no Mediterrâneo ocupou-se principalmente de treinamentos e exercícios de rotina ao longo da Costa Leste dos Estados Unidos e no Mar do Caribe. Em outubro de 1962 fez parte do bloqueio naval da crise dos mísseis de Cuba, enquanto pelos anos seguintes participou de exercícios da OTAN no Oceano Atlântico.
O cruzador foi transferido para o Oceano Pacífico em 1967 e enviado para atuar na Guerra do Vietnã, participando de várias operações de bombardeio litorâneo e outras ações de suporte de artilharia até retornar para o Atlântico dois anos depois. Voltou para o Vietnã em 1972, atuando na guerra até o ano seguinte. Durante este período sofreu uma explosão acidental em um de seus canhões. Depois disso retomou sua rotina anterior de treinamentos e exercícios até ser descomissionado em junho de 1975. Permaneceu na Frota de Reserva até ser desmontado em 1993.